# Typhlodromus ordinatus
Typhlodromus ordinatus är en spindeldjursart som först beskrevs av Kuznetsov 1984.  Typhlodromus ordinatus ingår i släktet Typhlodromus och familjen Phytoseiidae. Inga underarter finns listade i Catalogue of Life.